# Валмореа
Валморѐа (на италиански: Valmorea; на ломбардски: Valmurèa, Валмуреа) е община в Северна Италия, провинция Комо, регион Ломбардия. Административен център на общината е село Казанова Ланца (Casanova Lanza), което е разположено на 408 m надморска височина. Населението на общината е 2679 души (към 2017 г.).